# Агилеј
Агилеј је личност из грчке митологије.

## Митологија
Према Статију, био је Хераклов син. Име мајке није наведено. Дошао је из Клеоне како би учествовао у походу седморице против Тебе. На погребним играма у част дечака Офелта, такмичио се у рвању. Статије га је описао као „монструозно“ огромног човека са широким раменима, али који није наследио и снагу свог оца. У рату који је уследио, убио је Јалмена.